# Kicsapongók
A Kicsapongók  (eredeti cím: The D Train) 2015-ben bemutatott amerikai film, amelyet Jarrad Paul és Andrew Mogel rendezett és írt.
A producerei David Bernad, Jack Black, Ben Latham-Jones, Priyanka Mattoo, Barnaby Thompson és Mike White. A főszerepekben Jack Black, James Marsden, Kathryn Hahn, Russell Posner és Jeffrey Tambor láthatók. A film zeneszerzője Andrew Dost. Gyártója az Ealing Studios, az Electric Dynamite és a Rip Cord Productions, forgalmazója az IFC Films. Műfaja filmvígjáték.
Amerikában 2015. május 8-án mutatták be a mozikban.

## Szereplők
| Szereplő | Színész           | Magyar hang            |
| --- | ----------------- | ---------------------- |
| Dan Landsman | Jack Black        | Kálloy Molnár Péter    |
| Oliver Lawless | James Marsden     | Nagy Ervin             |
| Stacey Landsman | Kathryn Hahn      | Bertalan Ágnes         |
| Bill Shurmur | Jeffrey Tambor    | Tahi Tóth László       |
| Zach Landsman | Russell Posner    | Boldog Gábor           |
| Randy | Kyle Bornheimer   | Csőre Gábor            |
| Jerry | Mike White        | Megyeri János          |
| Craig | Henry Zebrowski   | Bozsó Péter            |
| Alyssa | Denise Williamson | Kelemen Kata           |
| Taj | Donna Duplantier  | Agócs Judit            |
| Dale Harkin | Han Soto          | Horváth-Töreki Gergely |
| Lucy | Corrina Lyons     | Makay Andrea           |
| Renina | Charlotte Gale    | Márton Eszter          |
| Heather | Danielle Greenup  | Laudon Andrea          |
| Steve | J.T. Rowland      | Kapácsy Miklós         |
| További magyar hangok |                   |                        |
| Bálint Adrienn, Bárány Virág, Beszterczey Attila, Bordás János, Élő Balázs, Faragó Fanni, Fehérváry Márton, Horváth Zsuzsa, Menczel Andrea, Mohácsi Nóra |                   |                        |